# 무한요소법
수학에서 무한요소법(無限要素法, 영어: infinite element method)은 편미분 방정식이나 적분, 열 방정식 등의 근사해를 구하는 유한요소법의 변형이다. 요소의 개수가 무한 개이다.

## 같이 보기
- 유한요소해석
- 유한요소법